# Verfahrensmechaniker Glastechnik
Der Verfahrensmechaniker Glastechnik ist in Deutschland seit 2000 ein staatlich anerkannter Ausbildungsberuf nach Berufsbildungsgesetz.

## Ausbildungsdauer und Struktur
Die Ausbildungsdauer zum Verfahrensmechaniker Glastechnik beträgt in der Regel drei Jahre. Die Ausbildung erfolgt an den Lernorten Betrieb und Berufsschule. Es handelt sich um einen Monoberuf.

## Arbeitsgebiete
Verfahrensmechaniker Glastechnik arbeiten in der Glasschmelze, der Formgebung und Fertigungskontrolle von Industriebetrieben, die Glas herstellen. Sie überwachen und steuern den Fertigungsprozess, um Massivglas, Flachglas, Hohlglas, Glasrohre oder Faserglas herzustellen. Die hergestellten Glasprodukte werden anschließend veredelt, z. B. durch Abtragen, Trennen, Fügen oder Umformen. Gibt es Probleme bei der Herstellung, so greifen sie in den Produktionsablauf ein und beheben die Störung. Sie sind auch zur Stelle, wenn Produktionsanlagen umgerüstet werden müssen.

## Berufsschule
In Deutschland gibt es für diesen Ausbildungsberuf vier Berufsschulen:
- Gewerbliche Schule in Wertheim[3]
- Staatliche Berufsschule für Glasberufe in Zwiesel[4]
- Staatliches Berufskolleg Glas, Keramik, Gestaltung des Landes Nordrhein-Westfalen Rheinbach.[5] und
- Berufsbildende Schulen Rinteln in Rinteln.[6]

## Weiterbildungsmöglichkeiten
Meister
- Industriemeister Fachrichtung Glas

Techniker
- Staatlich geprüfter Techniker Fachrichtung Glastechnik
- Staatlich geprüfter Techniker Fachrichtung Glashüttentechnik

Fach- und Betriebswirte, Fachkaufleute
- Technischer Fachwirt

Sind die entsprechenden Voraussetzungen erfüllt, sind auch folgende Hochschulstudiengänge möglich:
- Ingenieur für Glas, Keramik, Bindemittel